# Fudbalski Klub Novi Sad
El FK Novi Sad (Serbio: ФК Нови Сад) es un equipo de fútbol profesional de Serbia que juega en la Primera Liga Serbia, la segunda liga de fútbol más importante del país.
Fue fundado en el año 1921 en la ciudad de Novi Sad con el nombre NTK (Novosadski Trgovački Klub, Novi Sad Commercial Club), y jugaban en los torneos regionales. En 1954, el FK Eđšeg (llamado Jedinstvo) y el FK Radnički (NTK) se fusionaron en un solo equipo, llamado RFK Novi Sad (Radnički Fudbalski Klub Novi Sad). Se mudaorn al estadio del Jedinstvo y sus colores son basados en le equipo del periodo entreguerra NAK Novi Sad.
Luego de la disolución de Yugoslavia en 1991, fueron el único equipo en jugar en 14 temporadas consecutivas en la Segunda Liga de Yugoslavia. Para el 2012 cambiaron su nombre por el que usan actualmente.

## Palmarés
- Serbian League Vojvodina: 1

2006/07

## Jugadores destacados
| - Branko Alas - Ivica Brzić - Slobodan Drapić - Ljubiša Dunđerski - Milan Jovanić - Miroslav Jovanović - Milan Jovin - Slaviša Jokanović - Dušan Klipa - Aleksandar Kozlina - Mladen Krgin | - Lazar Lemić - Živan Ljukovčan - Zoran Marić - Petar Pantelić - Josip Pirmajer - Milan Rakič - Vlatko Šimek - Miloš Vesić - Krsto Vrbica - Zlatomir Zagorčić |